# Нищівна брехня
Нищівна брехня (англ. Shattered Lies) — американський бойовик 2002 року.

## Сюжет
Приватний детектив, молода жінка, грабіжники банків і корумповані поліцейські — вся ця компанія виявляється залученою у відчайдушну гонитву за скаженими грошима. Треба лише відшукати заповітний листочок паперу, який приведе до трьох мільйонів доларів.

## У ролях
- Френк Загаріно — Райан Янг
- Елізабет Джордано — Міа Рід
- Джеймс Руссо — Смайлер
- Мартін Коув — Том Рейнольдс
- Джек Скалія — капітан Стерлінг
- Девід «Шарк» Фралік — Клайв
- Рік Воррен — Нікі
- Трейсі Мей — Innocence
- Мікі Джонс — Вільям Холт
- Джек Форбс — Дональд Холт
- Рік Асемо — охорона 1
- Шезан М. Ешрофф — працівник тренажерного залу
- Кетрін Кеннон — Бетті Холт
- Рік Дітс — Майк Рід
- Тіффані Холлідей — повія
- Мішель Інтегліетта — повія
- Тіна Джордан — повія 2
- Пітер Каспер — Лерой
- Джеррі Лайвлі — власник готелю
- Шейла Луні — повія 1
- Френк Піннок — Алекс сутенер
- Джо Рівера — молодий боксер
- Джо Рівера — Lead
- Сем Слейман — повія трансвестит
- Мішель Соренсен — повія
- Кері Загаріно — агент ФБР
- Рон Заліс — охорона 2